# La Tosca (Barlovento)
La Tosca  es un caserío del municipio de Barlovento situado en la isla canaria de La Palma (España). En 2017 contaba con 57 habitantes.

## Geografía
Se encuentra al norte de la isla, entre los barrancos de El Almácigo y La Hiedra, que se inicia al pie de la montaña de El Poiso para cambiar en su última etapa en un profundo cañón. La parte alta del lomo dispone de buenas tierras, relativamente arenosas, sobre todo en Los Salones (nombre dado a los suelos fersialíticos).
El caserío de La Tosca se asienta sobre un estrecho lomo, colmado de dragos. Es un pequeño caserío que se encuentra situado a poca distancia del casco urbano junto a la carretera con dirección a Gallegos. Tiene una vista panorámica  donde se encuentra el Mirador de la Tosca. En este mirador se puede apreciar la mayor concentración de dragos de Canarias, de los que existen varios ejemplares muy viejos, de gran tamaño con  raíces aéreas, que deben su supervivencia a que en otros tiempos los habitantes del lugar extraían las fibras de las hojas para fabricar cuerdas; que luego vendían por el Norte de la isla.